# Dave Evans
Dave Evans (født 20. juli 1953) er en australsk sanger bedst kendt som AC/DC's første forsanger.

## Karriere

### AC/DC
Dave Evans er en af de fem personer der startede AC/DC; de andre er Angus og Malcolm Young, Colin Burgess og Larry Van Kriedt. Evans var kun medlem i et år, inden han blev skiftet ud med Bon Scott omkring oktober 1974. På det år nåede han at lave en single ("Can I Sit Next To You, Girl"/"Rocking In The Parlour"), og denne blev udgivet i Australien og New Zealand.
Der var personlige sammenstød, og i Evans periode som sanger havde bandet tre forskellige trommeslagere, bassister og managere. Det blev tydeligt, at Evans ikke fungerede sammen med resten af bandet. Young-bødrene syntes ikke, at han var en passende frontfigur for bandet. De mente, at han var mere glam rocker. Selvom Evans nød bandets succes, begyndte forholdet mellem ham selv, enkelte bandmedlemmer og manageren at blive værre. Ved to lejligheder blev Evans skiftet ud med bandets tredje manager på det tidspunkt, Dennis Laughlin, som følge af Evans mangel på stemme (på dette tidspunkt var de i gang med en udmattende turne, hvor de spillede op mod koncerter om dagen). Dette gjorde Evans endnu mere vred og førte også til fysisk konfrontation mellem ham og Laughlin. Dette blev dog hurtigt stoppet af resten af bandet. Da rockveteranen Bon Scott mødte Young-brødrene og viste interesse for at slutte sig til bandet, kom Evans tid i AC/DC til ende i 1974.

### Efter AC/DC
Efter bruddet med AC/DC sluttede Evans sig til Rabbits, og overtog Greg Douglas' plads som forsanger. Mellem 1975 og 1977 udgav bandet seks singler og to albummer. Rabbit blev beskrevet som vilde og var kendt for sin hedonistiske optræden på scenen. Det andet album, Too Much Rock n Roll, fik en smule succes i Europa og Japan. Evans andre bands var blandt andet "Dave Evans & The Hot Cockerels" og "Thunder Down Under".
Evans har også udgivet to soloalbums. Det første, A Hell of a Night, var en liveoptagelse fra en Bon Scott-mindekoncert tyve år efter hans død. Evans var blevet inviteret til at spille med AC/DC-coverbandet Thunderstruck, og optagelsen blev udgivet i 2001. Det andet album, der blev udgivet februar 2006, blev optaget sammen med Evans' tidligere bands, Rabbit og Hot Cockerel, samt nogle af Newcastles bedste rockmusikere. Dette album fik titelen Sinner.
Evans har blandt andet turneret i Europa med Thunderstruck og hans eget band The Badasses.
I 2008 vendte Evans tilbage til Australien for at optræde ved Adelaide International Guitar Festival med "The Party Boys", og spillede desuden et par koncerter med nogle upcoming musiknater fra Victoria.

## Diskografi
Med AC/DC
- "Can I Sit Next To You, Girl" (single) (1974)

Med Rabbit
- "Rabbit" (1976)
- "Too Much Rock n Roll" (1976)

Med Thunder Down Under
- "Thunder Down Under" (1986)

Solo
- "Hell of a Night" (2001)
- "Sinner" (2006)
- "Judgement Day" (2008)